# Aglaia apiocarpa
Espèce
Synonymes
- Aglaia congylos Kosterm.[2] [1]
- Milnea apiocarpa Thwaites[2] [1]

Statut de conservation UICN

 VU A1c : Vulnérable
Aglaia apiocarpa est une espèce de plantes de la famille des Meliaceae.

## Publication originale
- The Flora of British India 1: 555.